# Jožef Tertei
Jožef Tertei (* 5. května 1960 Senta, Jugoslávie) je bývalý jugoslávský zápasník, mistr Evropy z roku 1986, vicemistr z roku 1988 a bronzový z roku 1982. V roce 1983 vybojoval stříbro na mistrovství světa. V roce 1988 na olympijských hrách v Soulu obsadil 5. místo v kategorii do 100 kg. V roce 1988 ukončil reprezentační kariéru a odešel do Německa, kde řadu let startoval v 1. a 2. Bundeslize za různé kluby.